# Agrotera (bướm đêm)
Agrotera là một chi bướm đêm thuộc họ Crambidae.
Các chi Leucinodella, Nistra, Sagariphora và Tetracona trước đây được xem là đồng nghĩa với Agrotera, tuy nhiên một phiên bản sửa đổi phân loại gần đây cho thấy chúng là các chi hợp lệ.

## Các loài
- Agrotera aculeata Liu, Qi & Wang, 2020, from Hainan[4]
- Agrotera albalis Maes, 2003, from Príncipe
- Agrotera atalis Viette, 1958, from Madagascar
- Agrotera barcealis (Walker, 1859) (syn. Leucinodes opalina Moore, 1885; syn. Zanclopteryx nitida Walker, 1866; syn. Zebronia indecisalis Walker, 1866; syn. Zebronia retractalis Walker, 1866),[1] from Sri Lanka, Borneo and West Papua
- Agrotera basinotata Hampson, 1891, from Tamil Nadu
- Agrotera citrina Hampson, 1899, from Ghana
- Agrotera dentata Liu, Qi & Wang, 2020, from Hainan[4]
- Agrotera discinotata Swinhoe, 1894, from Meghalaya
- Agrotera effertalis (Walker, 1859), from Sri Lanka
- Agrotera endoxantha Hampson, 1899, from New Guinea
- Agrotera flavobasalis Inoue, 1996, from Bonin Islands
- Agrotera fumosa Hampson, 1899, from Ghana
- Agrotera genuflexa Chen, Horak, Du & Zhang, 2017, from Queensland[3]
- Agrotera glycyphanes Turner, 1913, from Northern Australia
- Agrotera ignepicta Hampson, 1899, from Queensland
- Agrotera ignepictoides Rothschild, 1916, from Papua
- Agrotera lienpingialis Caradja, 1925, from China
- Agrotera longitabulata Chen, Horak, Du & Zhang, 2017, from Queensland[3]
- Agrotera mysolalis (Walker, 1866), from West Papua
- Agrotera namorokalis Marion & Viette, 1956, from Madagascar
- Agrotera nemoralis (Scopoli, 1763) (syn. Agrotera posticalis Wileman, 1911; syn. Phalaena erosalis Fabricius, 1794),[1] from Eurasia
- Agrotera ornata Wileman & South, 1917, from Taiwan
- Agrotera protensa Liu, Qi & Wang, 2020, from Hainan[4]
- Agrotera robustispina Lu, Qi & Wang, 2020, from Hainan[4]
- Agrotera rufitinctalis Hampson, 1917, from Malawi
- Agrotera scissalis (Walker, 1866), from Java
- Agrotera semipictalis Kenrick, 1907, from Papua New Guinea
- Agrotera setipes Hampson, 1899, from the Natuna Islands

## Former species
- Agrotera amathealis (Walker, 1859) (syn. Pyralis ornatalis Walker, 1866), type species of the genus Tetracona Meyrick, 1884[3]
- Agrotera coelatalis (Walker, 1859) (syn. Botys proximalis Walker, 1866), type species of the genus Nistra Walker, 1859[3]
- Agrotera leucostola Hampson, 1896 (syn. Leucinodella agroterodes Strand, 1918), now in the genus Leucinodella Walker, 1859[3]
- Agrotera magnificalis Hampson, 1893 (syn. Cataclysta helopalis Clemens, 1860; syn. Sagariphora heliochlaena Meyrick, 1894), now in the genus Sagariphora Meyrick, 1894[3]
- Agrotera pictalis (Warren, 1896), now in the genus Tetracona Meyrick, 1884[3]

## Hình ảnh

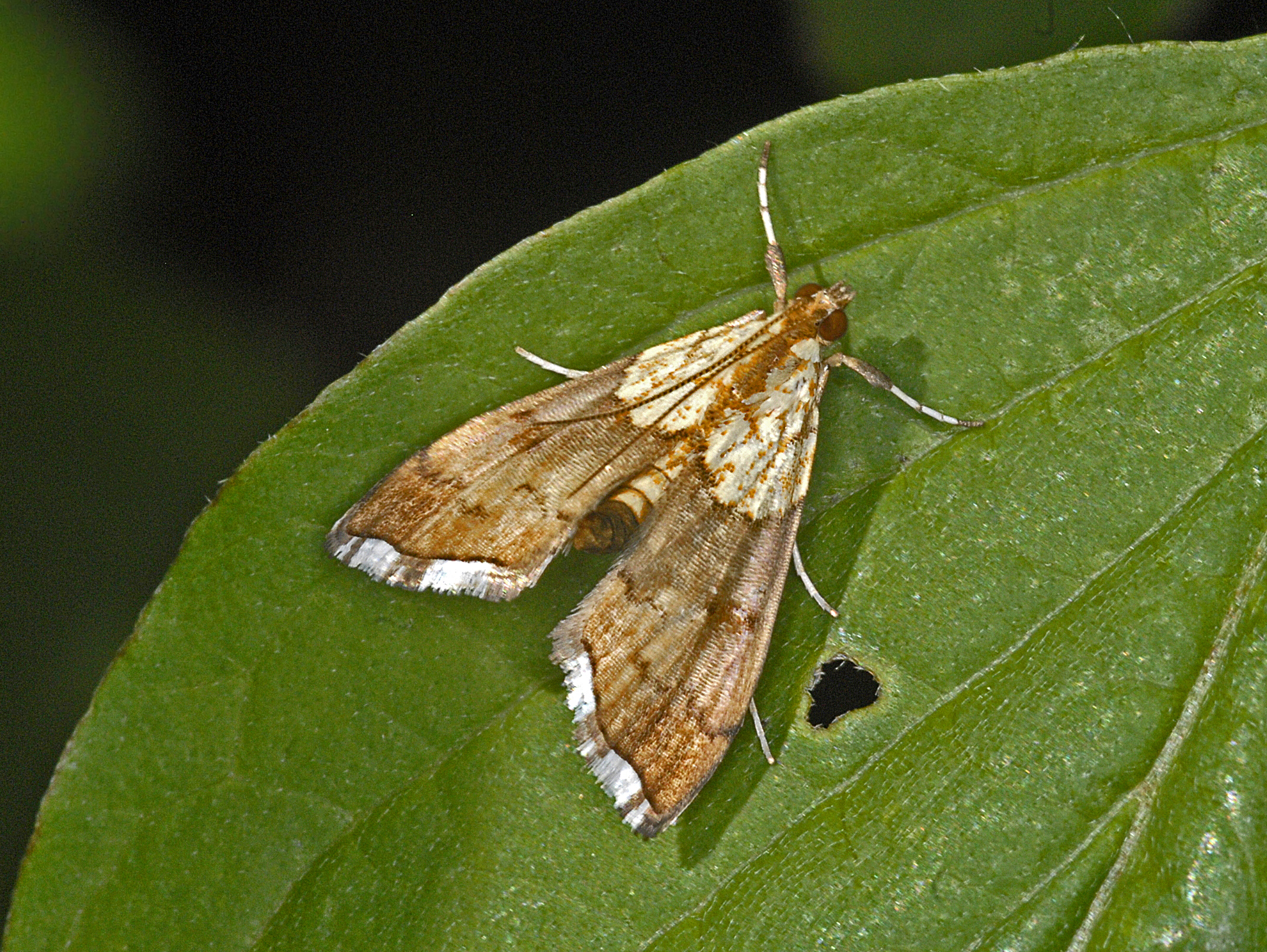